# Архітектурний комплекс Луцького братства
Архітектурний комплекс Луцького братства — комплекс історико-архітектурного ансамблю Луцького Братства Чесного Хреста, який складається із Хрестовоздвиженської церкви та монастирського приміщення; пам'ятки архітектури національного значення, розташовані в історико-культурному заповіднику «Старий Луцьк». Монастир розташований на вулиці Йова Кондзелевича під № 5, а церква — вулиці Данила Галицького під № 2. Комплекс стоїть на межі двох майданів — Братського Мосту та майдану Ринок.
Братський комплекс був збудований головно протягом 1630–1640-х років. Довгий час він був політичним центром православного населення Волині, проте внаслідок певних обставин на зламі XVII–XVIII століть братство почало занепадати. Разом з ним занепав і архітектурний комплекс. У XVIII столітті він потерпав від пожеж, а в XIX столітті церква була майже повністю зруйнованою. Хоча монастир залишився майже в первісному вигляді з поправкою на незначні ремонти після пожеж, однак теперішня церква — це лише вівтарна частина колишнього великого храму із прямокутною радянською прибудовою.
Тепер монастир використовується частково під житло, а церква відреставрована і використовується Волинським крайовим братством Андрія Первозваного, яке є спадкоємцем Луцького братства Чесного Хреста.

## Історія
Православні братства існували в Луцьку вже на межі XVI–XVII століть. Так, відомо про господарську діяльність братства при церкві Івана Богослова. Серед них було і Братство Милосердя. Однак існувала потреба в об'єднанні православних шляхтичів, міщан в єдину масштабну офіційну організацію. У 1617 році було утворене Луцьке братство Воздвиження Чесного і Животворного Хреста Господнього.
Імовірно, його основу склало братство милосердя, оскільки в документах Луцьке братство іноді називається Братством Милосердя, проте поки що нема досліджень, які підтверджували б або заперечували спадковість Луцького братства Чесного Хреста з братствами, котрі існували в Луцьку до 1617 року. Інший автор стверджує, що луцьке братство за своїм типом було братством милосердя, а не успадкувалося від іншого братства. Саме наголошуючи на необхідності відродження шпиталю, братству потім була надана можливість збудувати церкву при ньому.

### Передумови будівництва

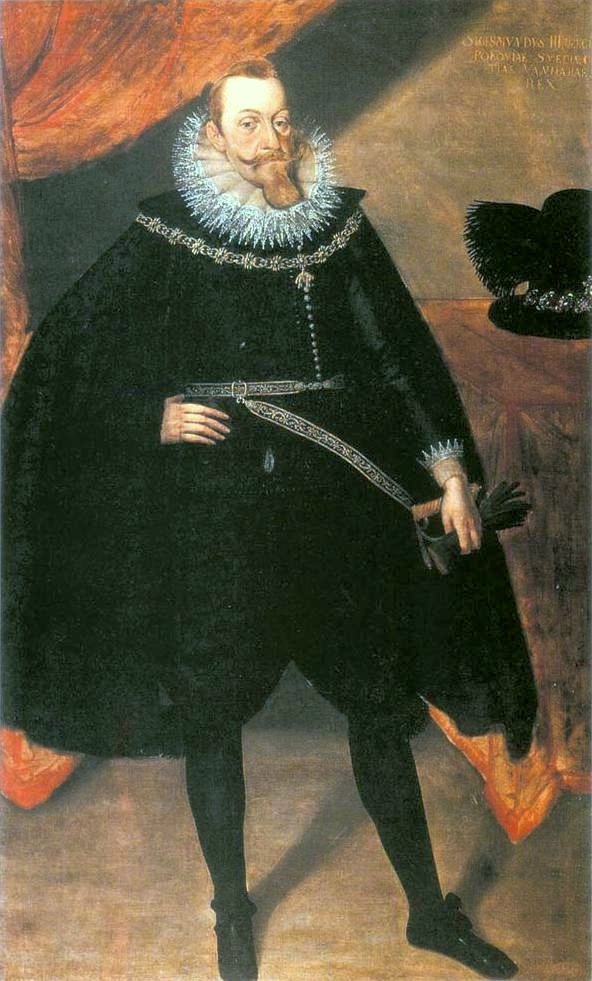
Король Сигізмунд ІІІ

У XVI столітті у північній частині острівної частини Луцька поряд із Глушецьким мостом існував так званий «руський шпиталь» із церквою Святого Лазаря та кладовищем. У 1619 році цей комплекс згорів. 20 лютого 1619 року король Сигізмунд ІІІ Ваза надав братству привілей, згідно з яким їм надавалося право замість руського шпиталю збудувати новий, а також збудувати церкву зі школою. 9 квітня у цьому шпиталі відбулися збори православних міщан Луцька, де їм було передано у вічне користування дане приміщення.
У вересні цього року у Верхньому замку відбулися збори волинської православної шляхти, де було доручено міщанам, членам братства, вести нагляд за побудовою школи, церкви і шпиталю. Серед осіб, які підписали лист повноважень, були Іван Виговський, Олександр Пузина та інші. Лист являв собою також констатацію планів, згідно з якими вибиралося місце для побудови церкви, школи і шпиталю. Відбувалися перешкоди для будівництва нової церкви братством з боку католицького та греко-католицького духовенства, а також луцького старости Альбрехта-Станіслава Радзивілла у вигляді скарг та протестів, одначе завадити діяльності братства вони не змогли.

### Початки будівництва. Перші споруди
Таким чином, на час кінця 1619 року братчики мали у володінні колишній руський шпиталь та погоджені плани щодо будівництва нових споруд. Попри перешкоди у 1620 році вже почалося будівництво церкви та школи з дерева. І вже в цьому році було завершене. Маючи значні кошти для своєї діяльності та постійно отримуючи нові, братство Чесного Хреста не зупинялося на досягнутому. Але зважаючи на досить тісне сусідство із приватними ґрунтами міщан, з самого початку було неможливо збудувати церкву і школу біля руського шпиталю так, щоб всі споруди були об'єднані на одній території. Частково братські споруди розміщувалися на приватній землі Олександра Зубцевського.

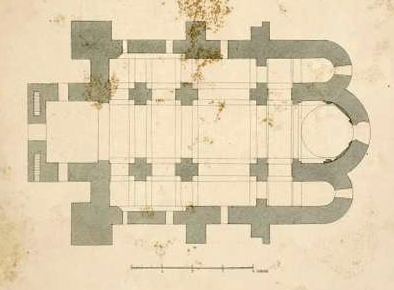
План мурованої церкви

Після смерті він заповів усю землю і майно братству, але це тільки трохи покращило земельну ситуацію. Братству належали клаптики розрізнених земель, які в основному зосереджувалися навколо так званого Кандибівського ґрунту. У 1620-х роках Юрій Пузина викупив цю ділянку у її власників та подарував братству. Таким чином, утворилася суцільна територія, яка належала цій релігійно-просвітницькій організації. На початку 1630-х саме на Кандибівському ґрунті почала будуватися нова церква з цегли. Фундаторами церкви були як окремі особистості, члени братства, міщани, духовенство, так і цілі сім'ї волинських шляхтичів: Гулевичі, Пузини, Семашки, Четвертинські.

#### Справа Лонського
У 1621 році новозбудована дерев'яна братська церква була пограбована. Одного зі злодіїв було впіймано на місці. Ним виявився католик Валентій Лонський. Магістратський суд виніс вирок — смерть на вогнищі. Проте плебан Мартин Іздембський костелу Святого Якова виніс протест щодо вироку. Він стверджував, що православні проникли у в'язницю і напоїли Валентія так, що той не зміг висповідатися та прийняти причастя перед стратою. Самого Лонського спалили не на Ринку, як це робили зазвичай, а поряд із костелом Якуба. Більше того, тіло недопалили до кінця і залишили валятися понівеченим біля костелу. Це був початок конфліктів між братством та католиками Луцька в наступні два десятиліття.

### Продовження будівництва: цегляні церква та монастир

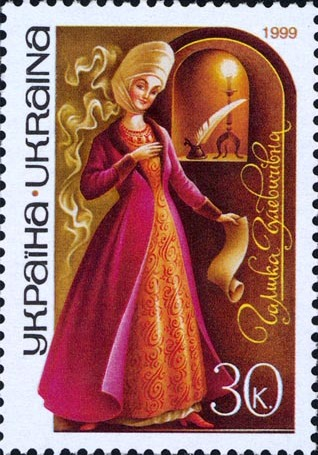
Галшка Гулевичівна

У 1634 році Галшка Гулевичівна записала 1000 злотих братству, половина з яких пішла на добудову храму. Тут зокрема була вмурована надмогильна плита луцького бурмістра Григорія Посолейковича, який помер у 1569 році і був похований на цвинтарі Лазарівської церкви. 24 травня 1634 року відбувся інцидент між членами єзуїтського колегіуму та братством. Дванадцять єзуїтів увірвалися на територію братства, у ще не добудовану церкву, били у дзвони, пограбували скарбницю, вибили вікна у монастирі. З чого була складена і занесена до міських книг скарга єпископа Афанасія Пузини. В наступному році в братстві була заснована друкарня. Обладнання подарував Сильвестр.

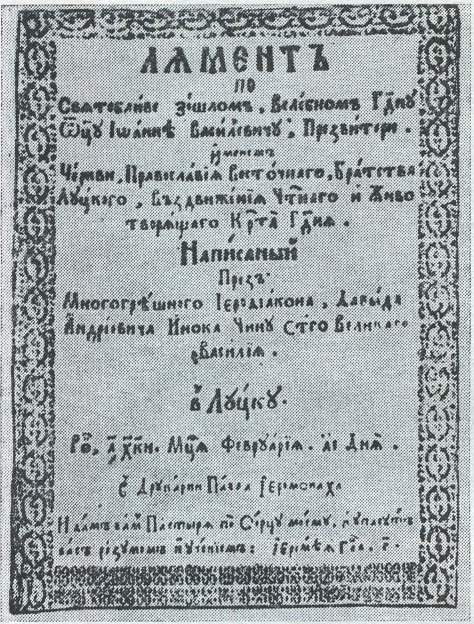
Братське видання «Лямент», 1628 р.

Нагромадження потреб для школи, друкарні, шпиталю, монастиря створило непросту господарську ситуацію в Луцькому братстві Чесного Хреста і поставило вимогу до будівництва нових споруд. У 1645 році завдяки старанням члена братства Олександра Мозеллі був отриманий привілей від короля Владислава IV на будівництво мурованого шпиталю. Мозеллі виділив кошти у розмірі 41000 злотих для будівництва, яке почалося в наступному році. У 1647 році двоповерхове приміщення було збудоване і тут розмістилися шпиталь, школа, келії, бібліотека та друкарня.
У часи розквіту школа була провідною серед інших братських шкіл. Перед прийняттям до навчання вступникові влаштовувався триденний екзаменаційний термін. Після вступу напрями навчання підбиралися індивідуально згідно зі здібностями та віком учня. Викладали граматику, піїтику, риторику, діалектику, арифметику, богословські предмети, церковний спів. Учні школи брали участь у публікаціях, які випускалися братською друкарнею. Тут викладав відомий іконописець Йов Кондзелевич. Окрім міщан та синів шляхти у школі навчалися бідні діти, які збирали милостиню.

### Подальша історія. XVIII–XX століття
З 1713 року Луцьке братство почало занепадати. Монастир перейшов до ордену василіан. У 1761 році монастир зазнав руйнувань від пожежі і відновлювався до 1774 року. В цей же час у вівтарі церкви було вибито новий вхід. У 1795 році церква з монастирем знову перейшла до православних і стала соборною. У 1803 році сталася нова пожежа.

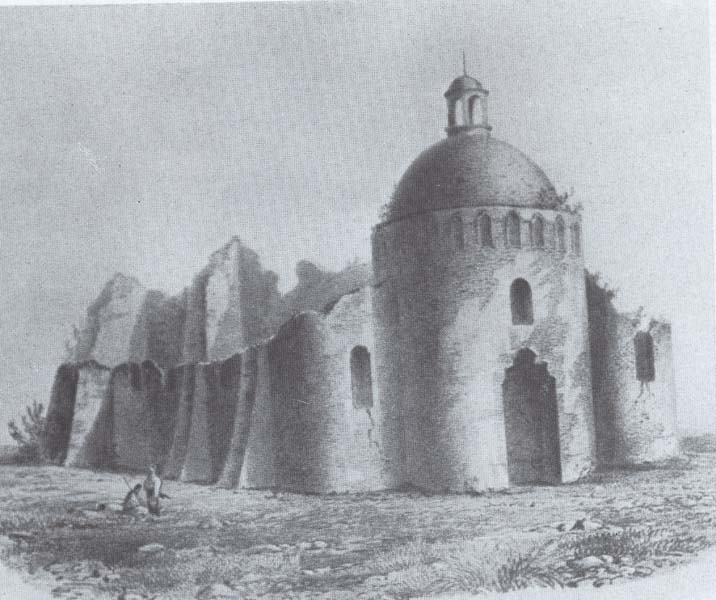
Зруйнована церква, XIX ст.

Поки минав час між пожежею та відновленням, стіни потріскали, а склепіння храму частково обвалилося. Також постраждали келії, але вони були згодом відновлені. Це було зроблено монахами ордену василіанів, які на цей час знову заволоділи монастирем та церквою. У 1833 році вони були змушені покинути братський комплекс у зв'язку зі скасуванням ордену. Потім територія братства використовувалася як єврейський ринок. В 1864 році православне духовенство міста уклало договір з останнім власником крамниці, яка розташовувалася в руїнах церкви, луцьким євреєм Абрамом Сорокою, про ліквідацію крамнички. Якимось чином сталося так, що або частину церкву, зайняту крамничкою, або всю церкву виставили на міський аукціон, і вона була продана для розібрання на будівельний матеріал. Абрам Сорока почав розібрання церкви. Були втрачені бічні стіни та бабинець. Проте у цьому ж році генерал-губернатор М. Анненков, який тоді був у місті, заборонив розбирати церкву. В результаті залишилася лише вівтарна частина. У 1870-х цеглу частково використали на побудову дзвіниці Покровської церкви.

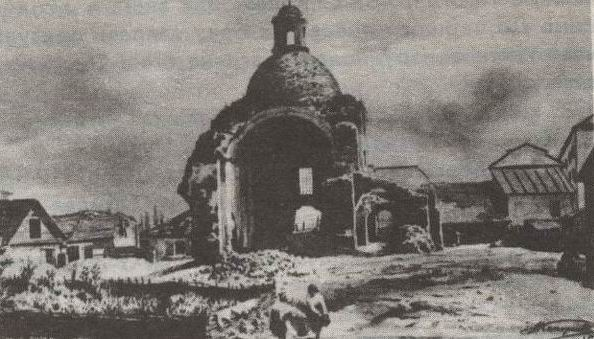
Храм після розібрання. Ян Конопацький, 1879 р.

Пізніше дослідник Леонід Маслов писав:
| | \| Замість колись великої церкви, збудованої „слізьми і потом“ луцьких братчиків стоїть тепер відремонтована з її абсиди в 1890 році старанням відновленого Чеснохресного Братства маленька церква зі старою, вже тривіковою, банею. \| |
| Замість колись великої церкви, збудованої „слізьми і потом“ луцьких братчиків стоїть тепер відремонтована з її абсиди в 1890 році старанням відновленого Чеснохресного Братства маленька церква зі старою, вже тривіковою, банею. | |

У 1888 році залишки церкви облаштували як каплицю. Згодом братство отримало 3000 крб. від імператора Олександра ІІІ, який 27 серпня 1890 року відвідав церкву, та 2000 крб від члена братства М. Терещенка. До каплиці добудували бабинець, відновили іконостас і відлили дзвони. У 1890 році вона знову стала храмом. Відбувалися богослужіння тут і в першій половині ХХ століття. У тридцятих за проектом С. Тимошенка був змінений силует купола й маківки і західний фронтон. Вже у 1957 році братську церкву облаштували під планетарій, а в 1964 прибудували двоповерхове приміщення для його обслуговування. Монастир став використовуватися як житловий будинок. У 1990 році постановою міської ради братська церква була передана щойно відновленому Луцькому братству, яке отримало назву Волинського крайового братства Андрія Первозваного.

## Сьогодні

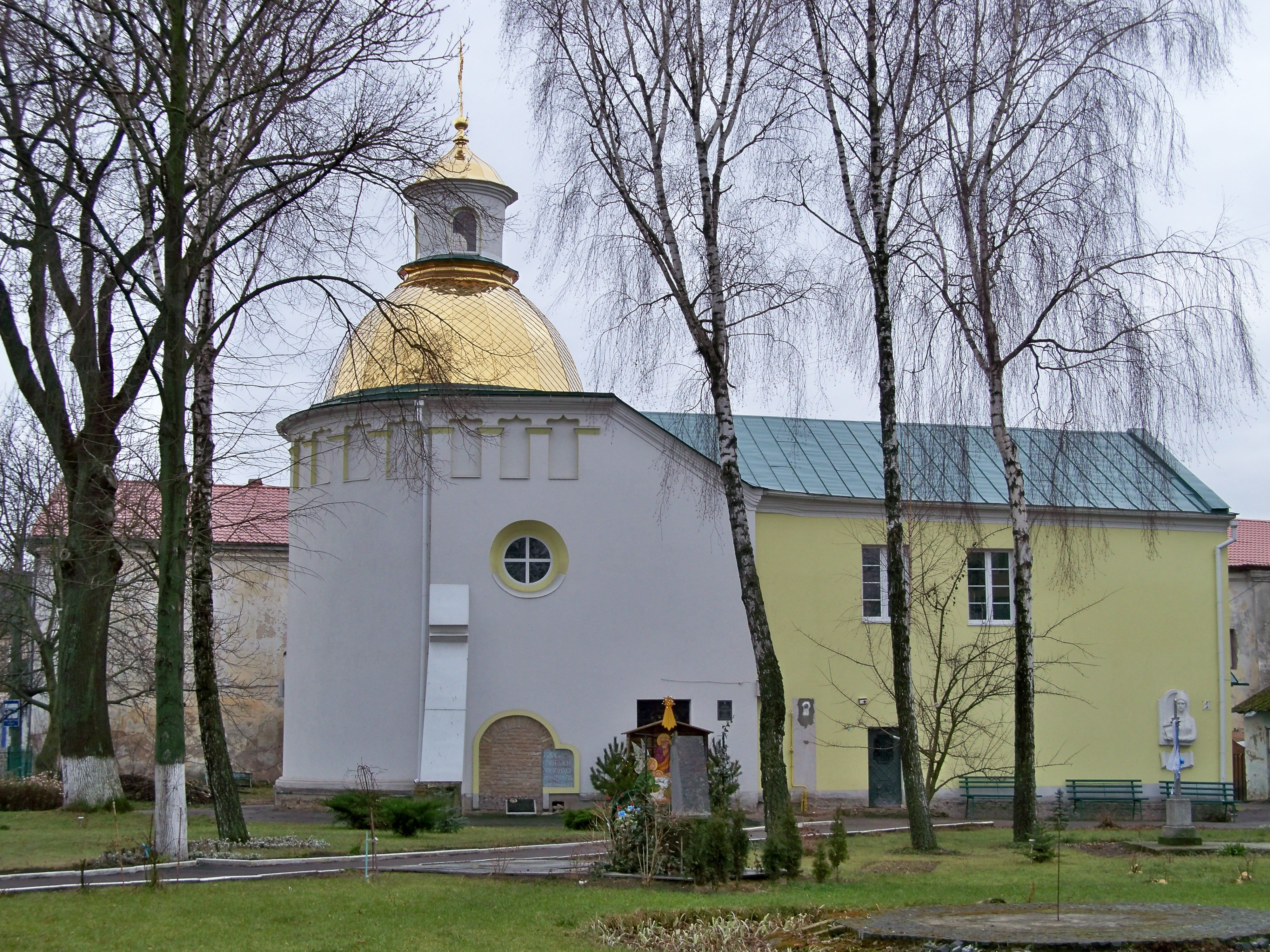
Сучасний вигляд храму після ремонту

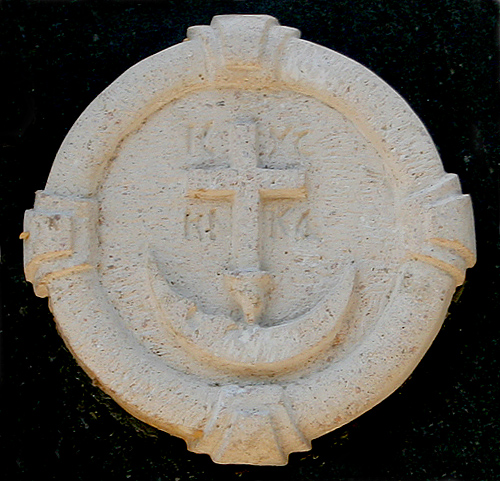
Знак братства з меморіальної дошки

Тепер Братська Хрестовоздвиженська церква, починаючи з 1990 року, використовується братством як єпархіальний храм Української Автокефальної Православної Церкви.Правлячим архиєреєм був єпископ Миколай (Грох). Із часу національного відродження на зламі 80-90-х років було створено кілька проєктів із реставрації церкви до її первісного вигляду. Однак жоден проєкт не був утіленим. Натомість у 2010 році був закінчений ремонт церкви, який вніс невластиві українському храмові елементи вигляду, чим дещо спотворив національну пам'ятку архітектури. Поруч храму розміщена меморіальна дошка з іменами похованих у крипті членів братства. На стіні зробленої у радянські роки прибудови розміщений барельєф Галшки Гулевичівної, однієї з фундаторок церкви. Храм має підземелля, де поховані члени братства, зокрема Данило Братковський. Братський монастир частково використовується як житло, а частково як приміщення братства. На ньому висить меморіальна дошка, яка висвітлює основні події з історії Луцького братства. Поруч із братським комплексом розташована ділянка, де розміщена дзвіниця та хрест.

## Архітектура

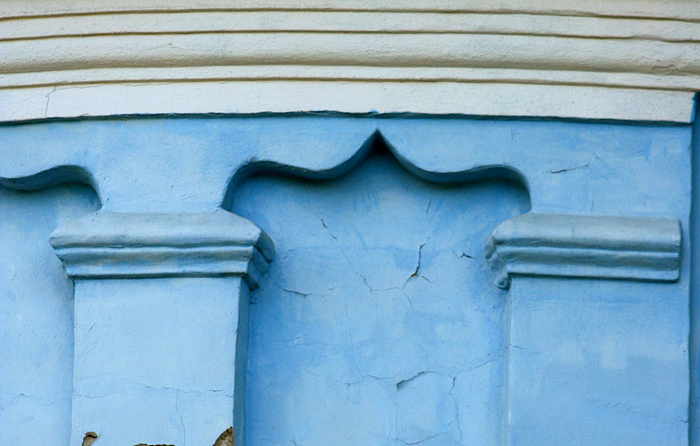
Архітектурний елемент

В архітектурі церкви втілилося дві концепції: трикамерна, яка була притаманна дерев'яним українським церквам, та тринавна із візантійської архітектури. Від моменту будівництва церква мала 17 саженів у довжину, складалася з абсиди та 4 рівновеликих у плані квадратних камер, розділених арками. На гравюрі Яна Конопацького середини XIX століття ще спостерігаються арки. Обіч двох середніх камер були вузькі нави, а з боків пресвітерію — закристія та скарбниця. Пресвітерій та квадрат середньої нави були перекриті куполами зі світловими ліхтариками — подібними до тих, які є на єдиній збереженій до сьогодні бані церкви. Нава і бабинець підпиралися контрфорсами, які і зараз спостерігаються обіруч вівтарної частини храму.
Братська церква з часу свого створення відігравала вагому роль у містобудівній композиції майдану Ринок, край якого вона знаходиться. Вона була одним із трьох (чотирьох) храмів, які розташовувалися по боках майдану. Крім того, високий купол церкви вносив вертикальну домінанту до теперішньої вулиці Данила Галицького, на протилежному кінці якої в той самий час була збудована єврейська хоральна синагога, що має деякі спільні елементи зовнішнього декору з братською церквою. Синагога і братська церква, з'єднані вулицею, складають композиційну вісь південь-північ історико-культурного заповідника.

### Інтер'єр

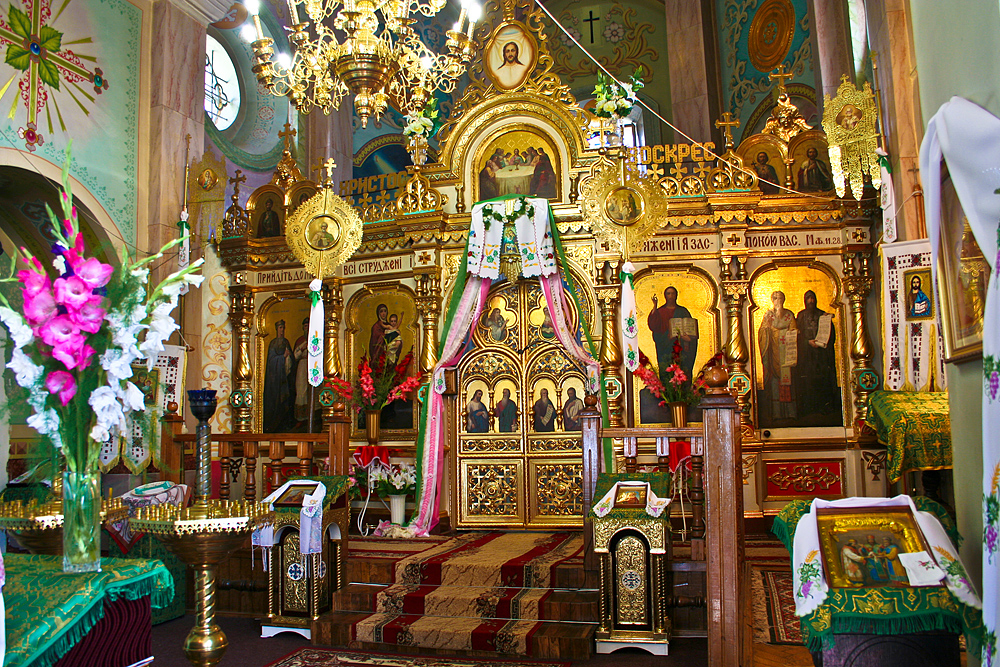
Іконостас

Зважаючи на дуже маленьку площу, яка збереглася від колись великого храму, а також те, що більша частина теперішньої церкви — це прибудова п'ятдесятих років, приміщення не дає змоги побачити первинну структуру інтер'єру церкви. Іконостас церкви, зроблений з дубового дерева з різьбою і позолотою, походить із XIX століття. Містить 16 ікон. Простір між іконами розділений шістьма різьбленими позолоченими колонками складної форми. Другий ярус іконостасу займають дві бічні системи ікон, над якими встановлені скульптурні зображення ангелів із хрестами над ними, напис «Христос Воскрес» та середня ікона, вище якої розміщене зображення Ісуса Христа. З 1963 року до 1990 іконостас перебував на збереженні у Свято-Троїцькому кафедральному соборі. Храм має також і окремі старі цінні ікони. Інтер'єр був наново розписаний у 2000-х роках.

## Головні фундатори
- Галшка Гулевичівна
- Олександр Мозеллі
- Володимир Зубцевський
- М. О. Терещенко
- Імператор Олександр ІІІ

## Світлини

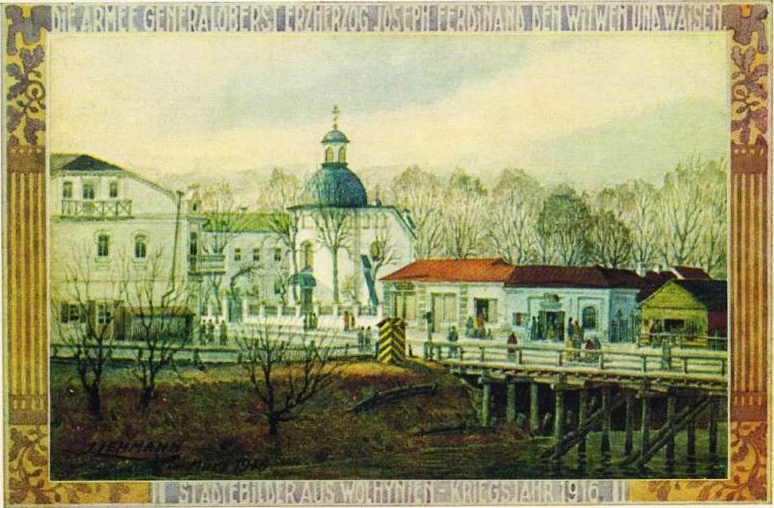
Братська церква на картині Лемана, 1916 рік
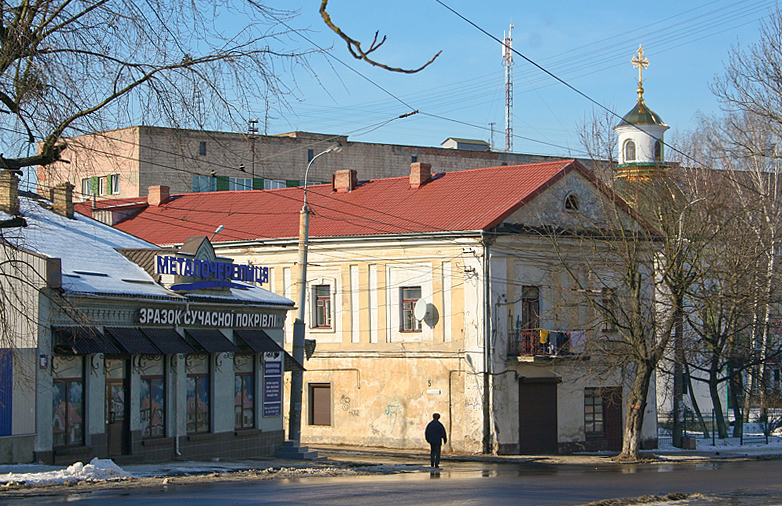
Братський комплекс (вигляд з майдану Ринок)
Вівтарна частина
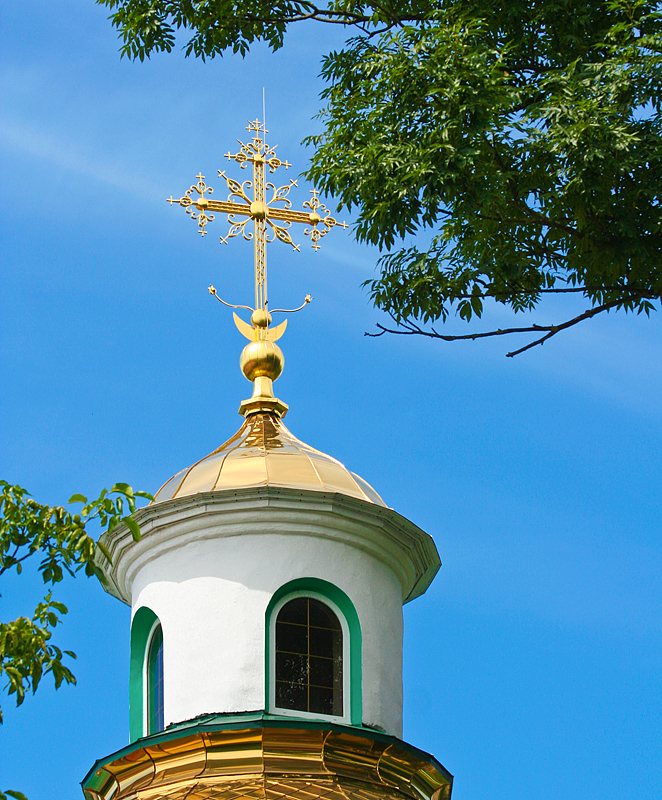
Верхівка з хрестом
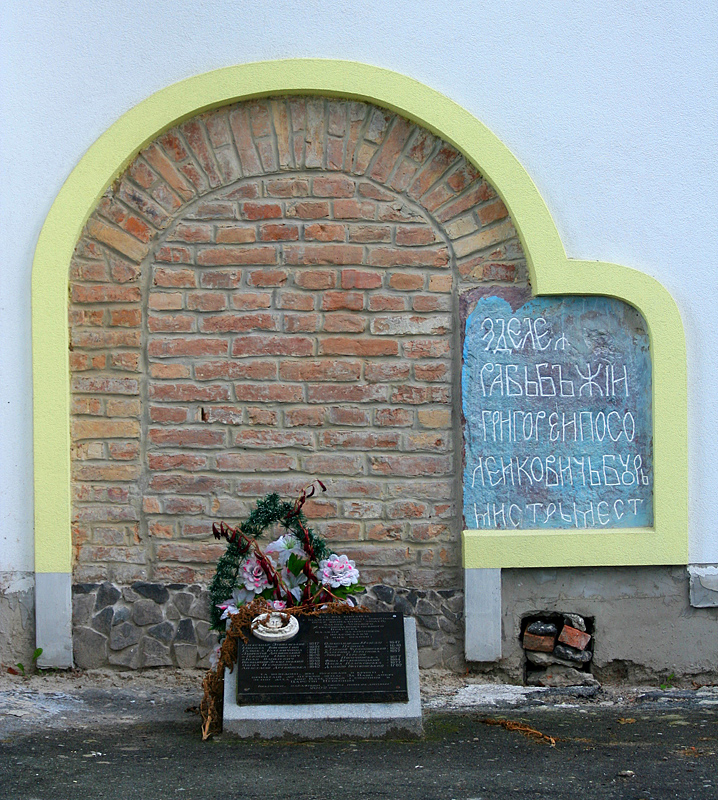
Елемент бічного фасаду
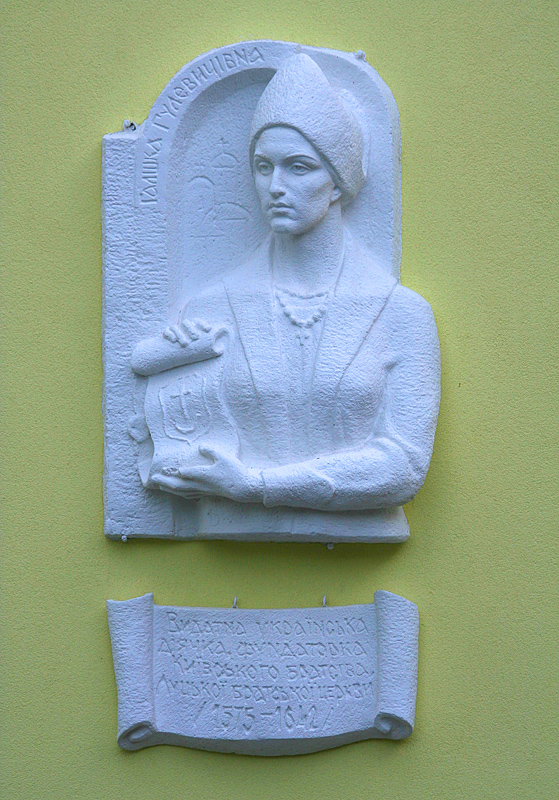
Галшка Гулевичівна. Барельєф на бічному фасаді
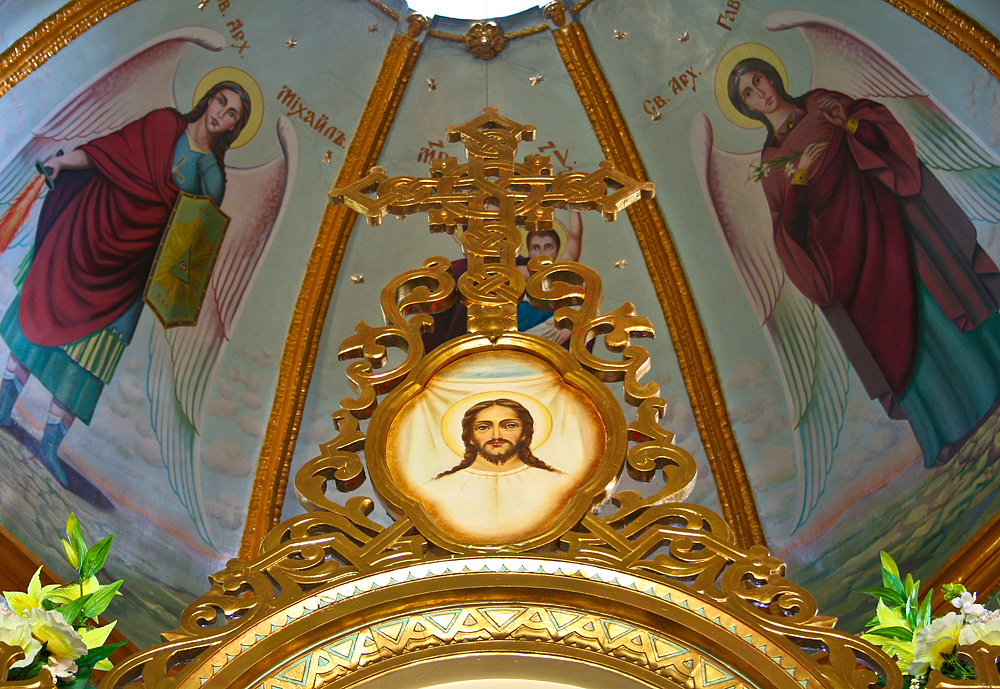
Розписи під куполом
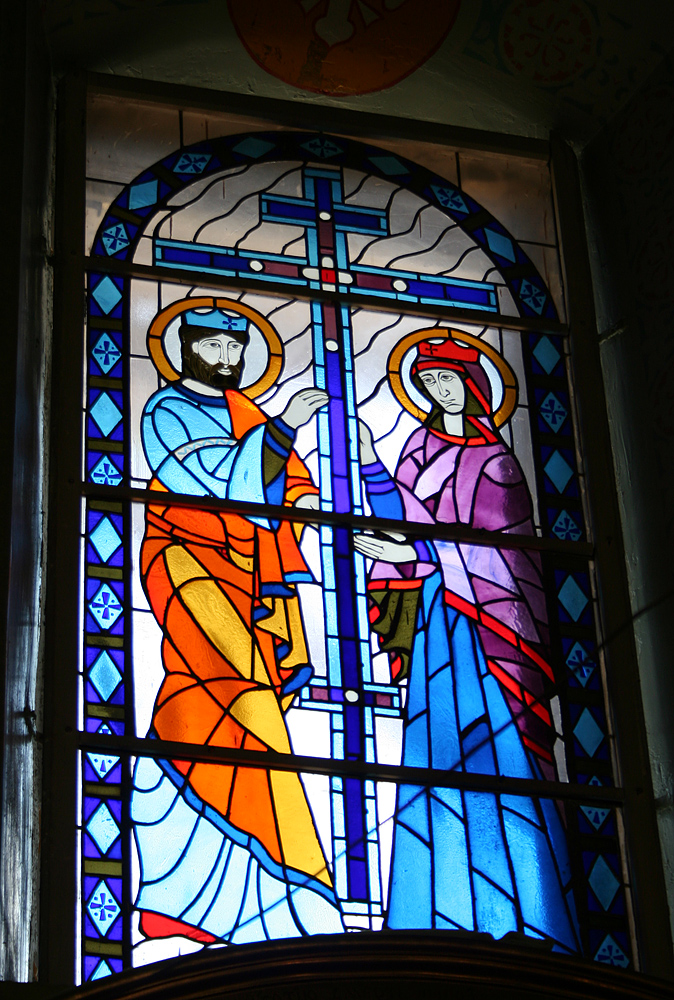
Вітражі
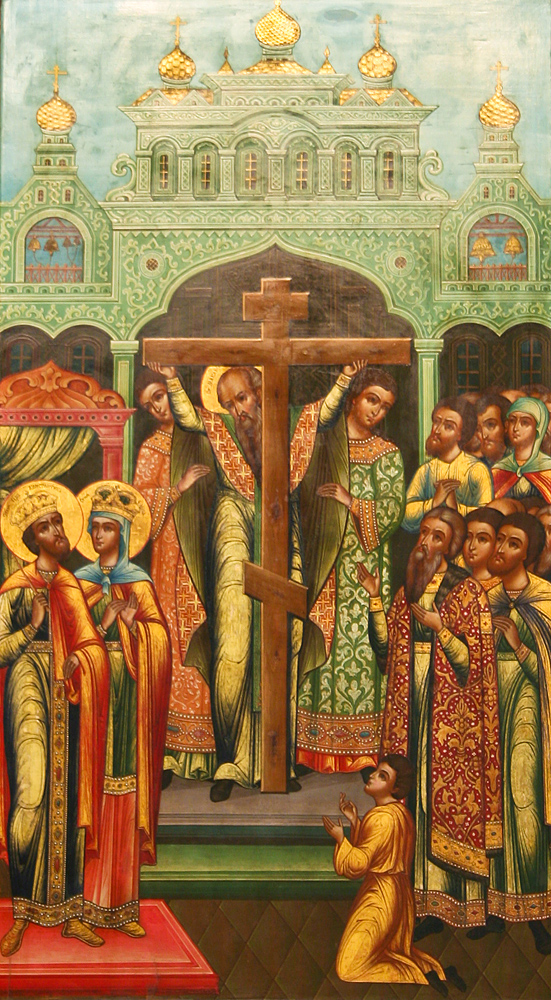
Ікона
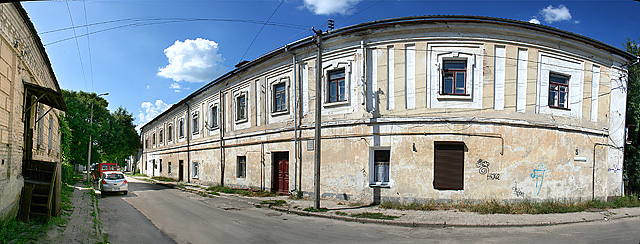
Монастир з вулиці Йова Кондзелевича
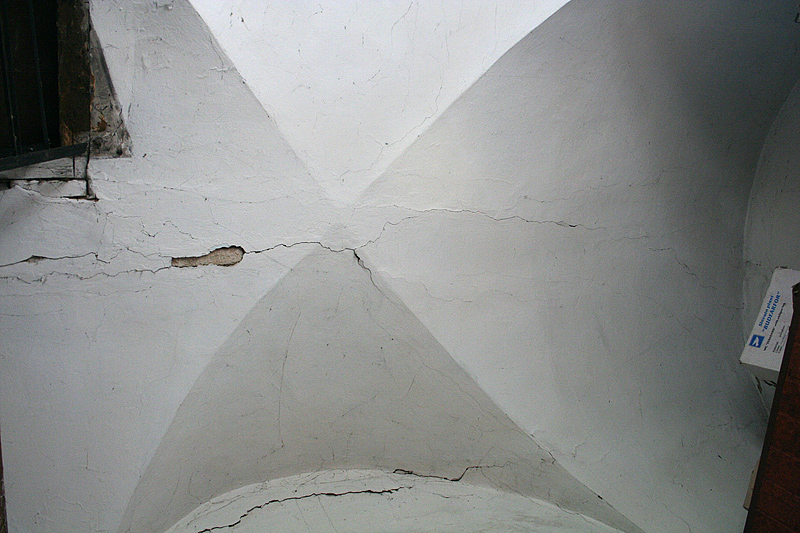
Склепіння монастиря
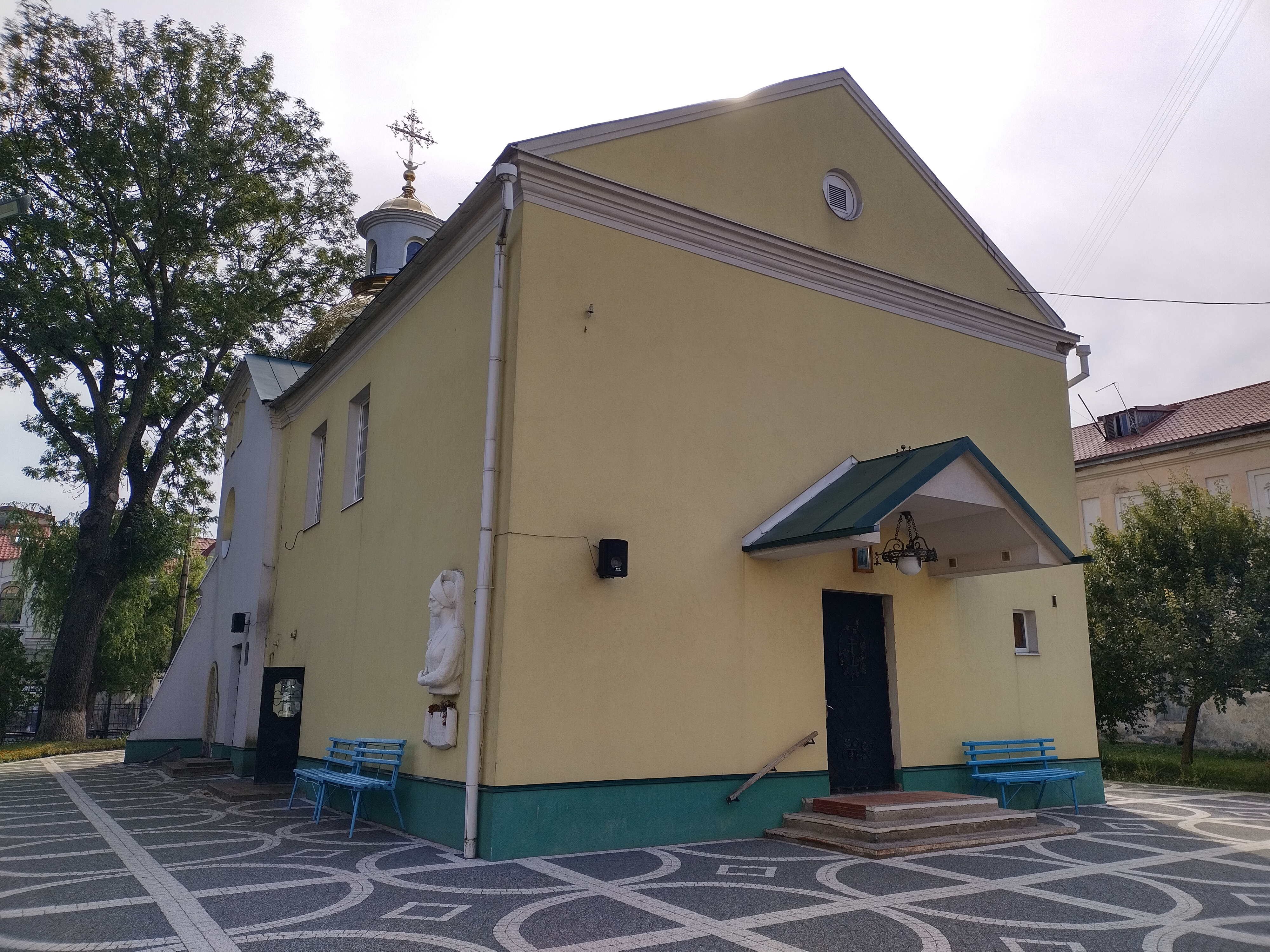
Кутовий вигляд Братської Хрестовоздвиженської церкви
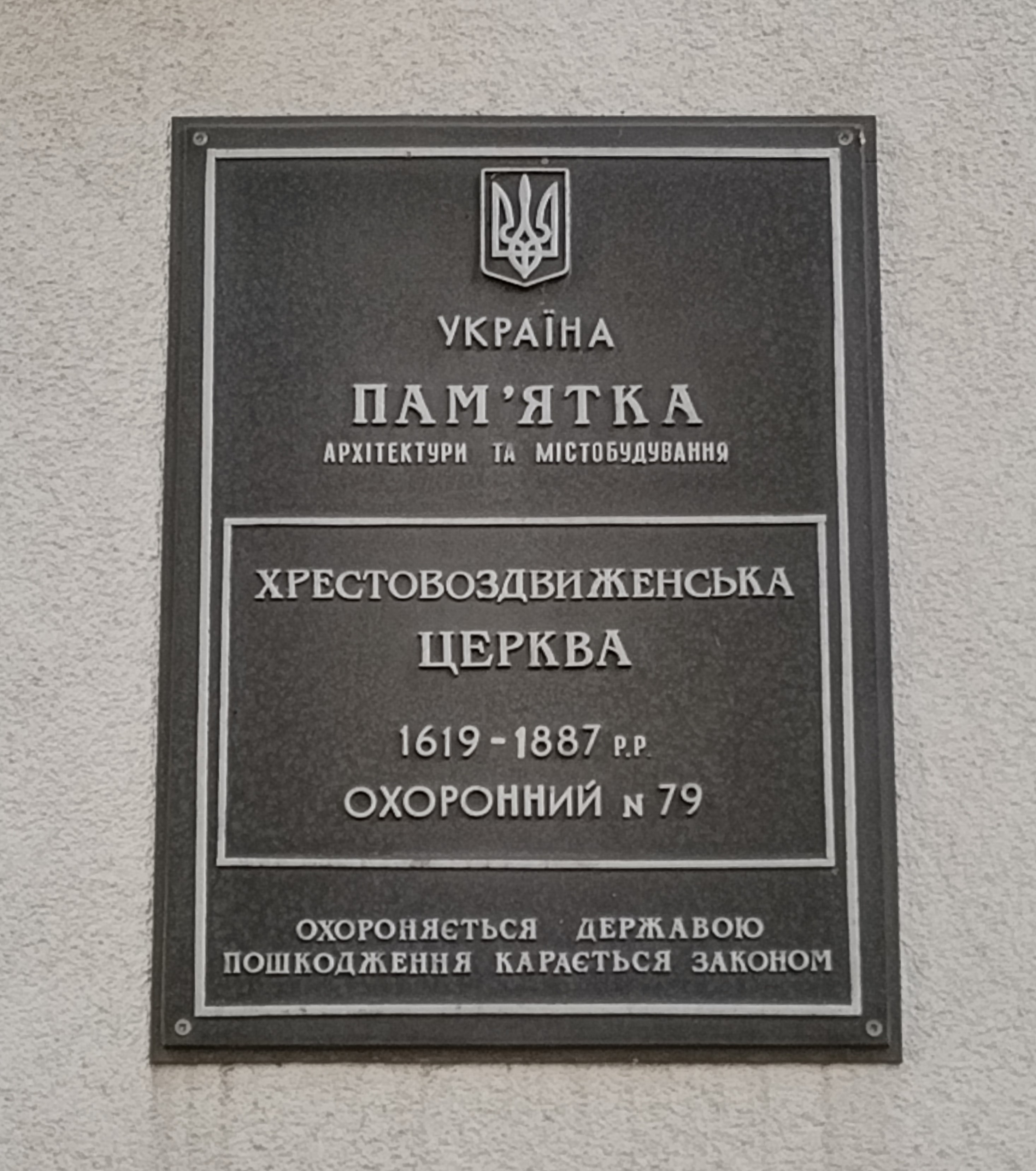
Охоронна дошка